# タタ・モーターズ
タタ・モーターズ（英語：Tata Motors Limited　ヒンディー語：टाटा मोटर्स）は、インドのマハーラーシュトラ州ムンバイに本社を置く自動車会社である。
タタ・グループを構成する主要企業のひとつであり、インド国内のほか、タイ王国、アルゼンチン、南アフリカに生産拠点がある。一方でアメリカ大陸やオセアニアなどには進出していない。
イギリスのジャガーランドローバー（ジャガーとランドローバー）、韓国のタタ大宇、スペインのタタ・イスパノなどを傘下に擁し、またフィアット、カミンズ、マルコポーロ、日立製作所などの企業と合弁事業を行なっている。

## 概要
インド最大の自動車会社であり、商用車（バス・トラック）部門は世界5位。インド国内では商用車のシェアの60%を持っている。乗用車分野への進出は後発ながらインド国内第2位（1位はマルチ・スズキ・インディア）のシェアがある。
2005年時点で国内のシェアは商用車59.7%で第1位、乗用車16.9%で第2位。国内では29支店、36準支店、500ディーラーが展開しており、2004年から2005年までの商用車売上は19万台に到達しており、輸出も前年比38%増加している。
自動車製造のみならず、建設機器、エンジニアリング・ソリューション、自動車部品、ソフトウェア業も取り扱っている。

## 歴史
- 1945年 - 「Tata Engineering and Locomotive Company」として会社設立[2]。ムンバイに本社を置く。
- 1990年代 - 乗用車生産を強化し始める。
- 1998年 - インド初の独自開発乗用車である「インディカ」を発売。
- 2003年 - 社名を、現在の「Tata Motors」に改称。インディカを「シティーローバー」の名称で英MGローバーへOEM供給開始（2005年ローバー社倒産により終了）。間接的に欧州へ進出する。
- 2004年 - 韓国で2番目に大きな大宇のトラック部門を買収してタタ大宇商用車（Tata Daewoo Commercial Vehicle ）を設立。ニューヨーク証券取引所へADRを上場。
- 2005年 - スペインのバス製造会社、イスパノ・カロセラの株式を21%取得。イギリスに技術センターを設立。
- 2006年 - イタリアのフィアットと提携しジョイントベンチャーを設立。単体売上高は2060億2千万ルピー（約6000億円）となる。
- 2007年 - 株価の時価総額は約9千億円。従業員数は2万2000人。
- 2008年1月10日 - 「タタ・ナノ」の開発を発表。
- 2008年2月13日 - 圧縮空気自動車「タタ・ワンキャット」を発表。フランスのMDIが基幹部分を開発。インド国内で1年以内に販売を開始するとアナウンスされたが、2009年末には販売予定時期を2011年に延期している。
- 2008年3月 - フォードからジャガーとランドローバーを約23億ドルで買収と発表[3]。タイの合弁工場でピックアップトラックの生産開始を発表[4]。
- 2008年8月 - 西ベンガル州に建設が進められていたナノの生産予定の自動車工場が、工場設置反対を訴える約4万人のデモ参加者により包囲され、後日工場の稼働を断念。
- 2008年12月 - 同年夏に報道された東京証券取引所に日本預託証券 (JDR) での上場につき、無期延期と発表。
- 2009年3月23日 - タタ・ナノ発売開始。
- 2009年10月16日 - イスパノ・カロセラを完全子会社化。
- 2010年3月1日 - イスパノ・カロセラがタタ・イスパノに社名変更。
- 2012年10月 - GMインドなどに在籍の実績のあったカール・スリムが社長就任。ナノの売れ行き不振、めぼしい新型車が投入されないなどの事情により、同年後半よりタタは経営不振に陥っており、同氏が再建を託される形となった。
- 2014年1月26日 - カール・スリム社長が滞在中のタイ・バンコクのシャングリ・ラ・バンコク22階より転落死。事故、自殺の両面で捜査が行われている[5]。

## 現行車種一覧

### 乗用車
- ティアゴ
- テルコライン
- ネクソン
- ハリアー
- ヘキサ
- マジック
- マジック アイリス

### 商用車
- ウィンガー
- エース
- ノブス
- プリマ
- マジック

## 旧来車種一覧

### 乗用車
- サファリ
- アリア
- インディカ
- インディゴ
- スモー
- スモー グランデ/ムーヴァス
- ゼスト
- ナノ
- ボルト

### 商用車
- ヴェンチャー

## コンセプトモデル
- タタ・ワンキャット
- TaMo Racemo

## ナノの発煙・炎上
インドPTI通信の報道で、ナノが2009年7月の初出荷以降発煙・発火事故が計6件起こっている。原因はいまだ解明されておらず、タタ・モーターズは「原因を究明し必要な対策を講じる」との声明を発表する一方で、「（事故は全体のごく一部の車両のみであり）何千台ものナノが全く問題なく走っていることも知っておいてほしい」とも述べた。

## 画像

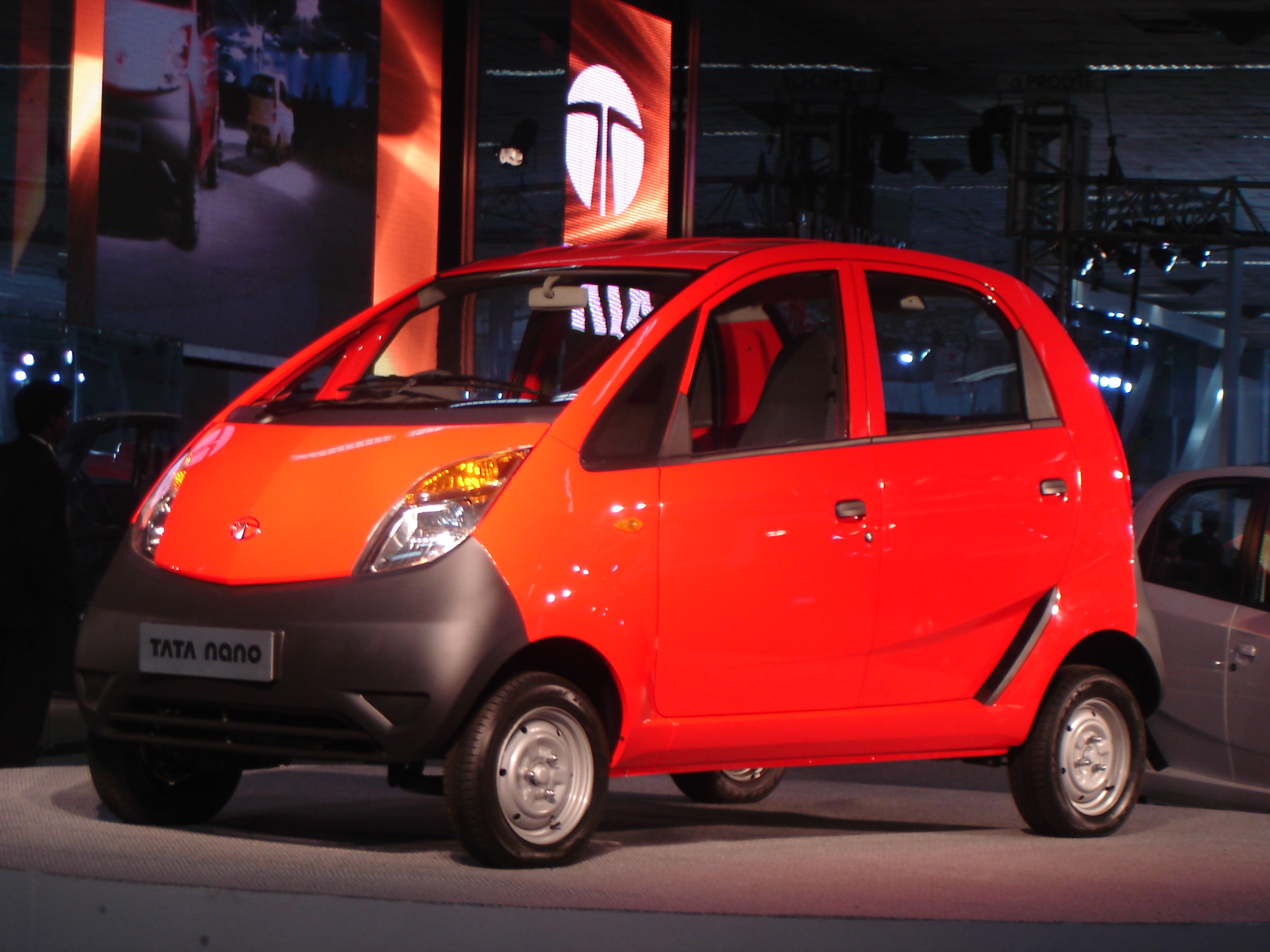
ナノ
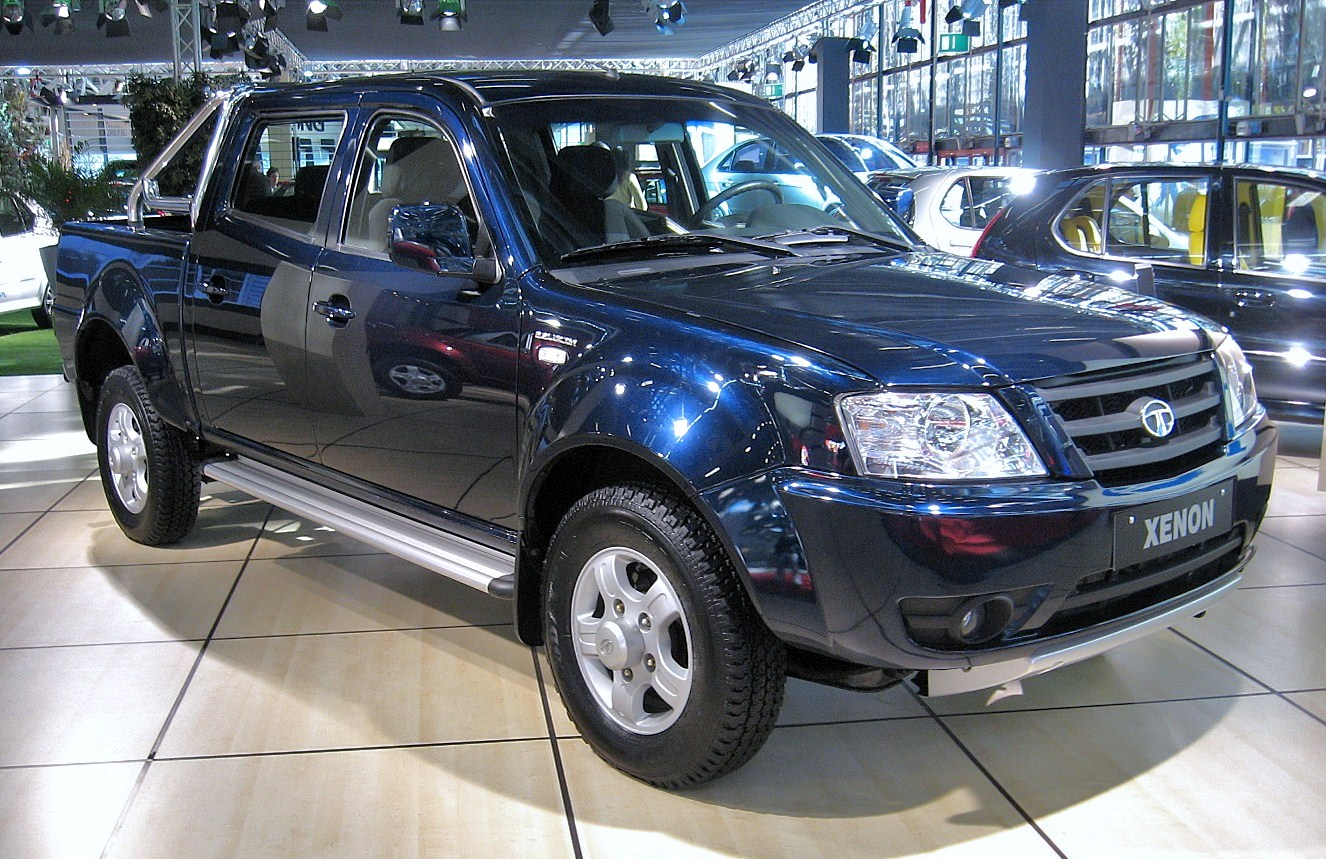
ゼノン
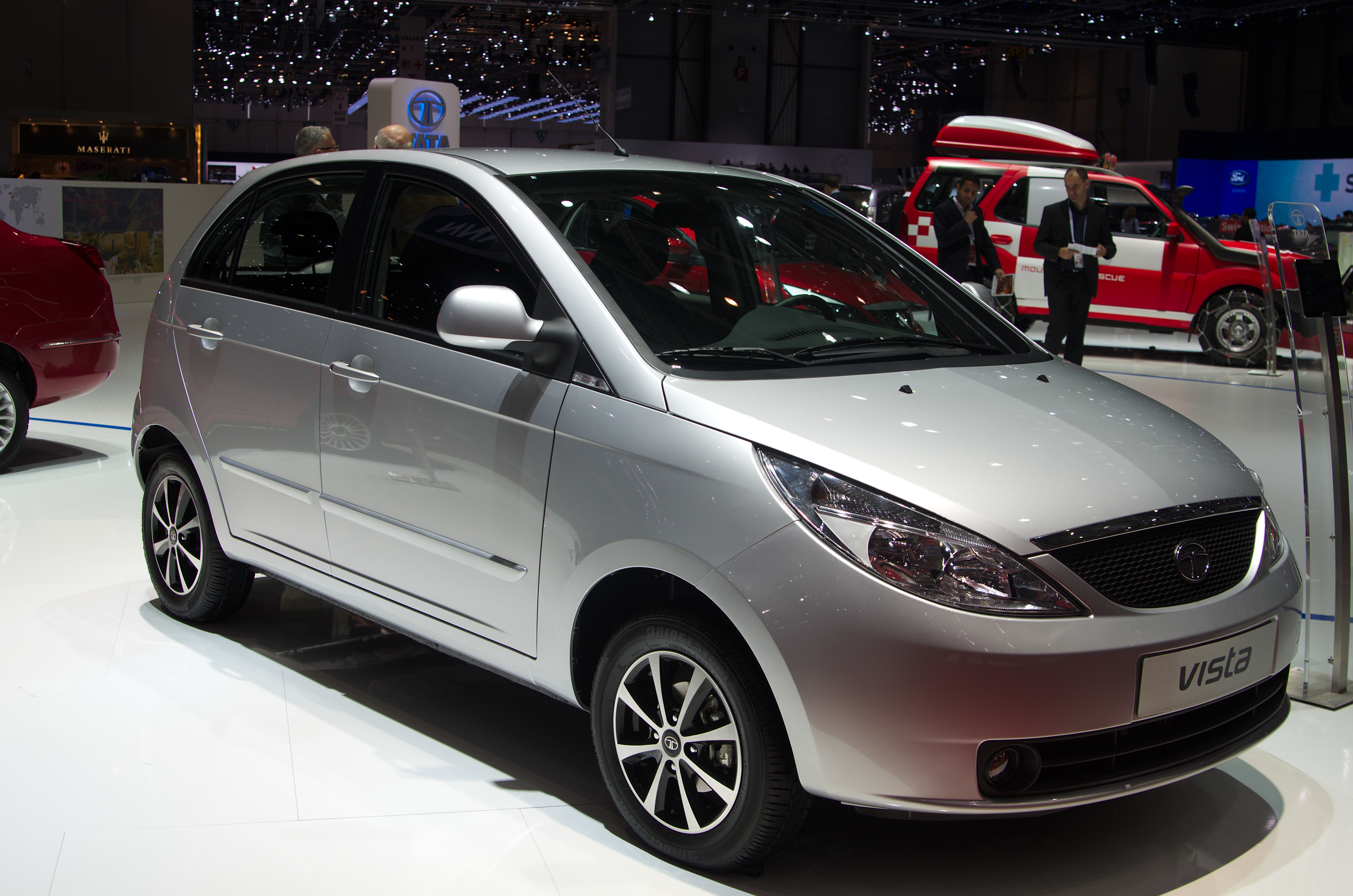
インディカ
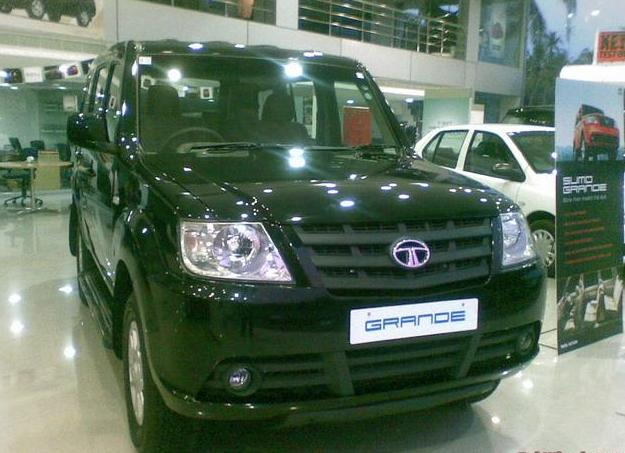
スモーグランデ
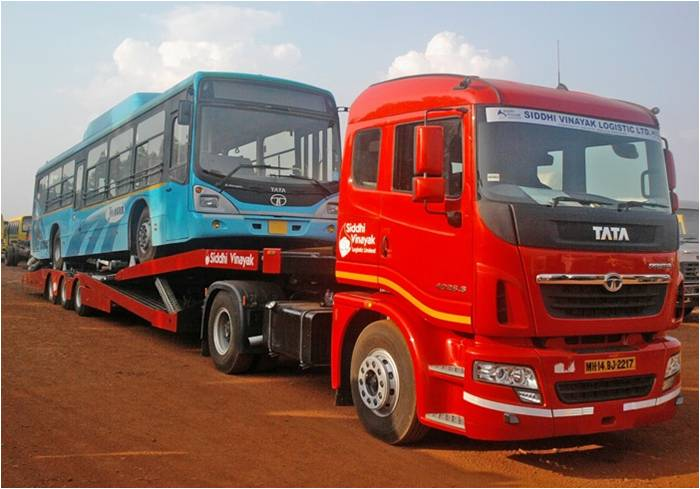
プリマ